# Wolffogebia heterocheir
Wolffogebia heterocheir is een tienpotigensoort uit de familie van de Upogebiidae. De wetenschappelijke naam van de soort is voor het eerst geldig gepubliceerd in 1915 door Kemp.